# Мамутова Ніяра Шевхіївна
Мамутова Ніяра Шевхіївна (нар. 26 квітня 1986, Самарканд, Узбекистан) – кримськотатарська активістка, волонтерка, керівниця ГО «Ана Юрт», членкиня комітету та екс-голова ГО «Ліга мусульманок України», засновниця «Конгресу мусульман України».

## Особисте життя
Батьки її матері, які жили в Балаклаві (Крим), – бабуся Мєр’єм і дідусь Фахрі у віці 5 і 9 років були примусово депортовані з Криму 18 травня 1944 року[джерело?]. Народилася Ніяра у місті Самарканд в Узбекистані 26 квітня 1986 року. У дворічному віці батьки привезли її до Сімферополя. Після закінчення школи навчалася в Кримсько-американському коледжі (Crimean-American College) та здобула вищу освіту в ТНУ ім. В.І. Вернадського на факультеті романо-германської філології. Після коледжу працювала вчителькою англійської мови у місцевій школі.
Батько прищепив їй любов до рідної кримськотатарської мови та української мови, зацікавленість до політичних та історичних тем, привчив сумлінно працювати[джерело?].
У віці 21 року вирішила сповідувати іслам, долучившись до ісламського центру у Сімферополі (Громадська жіноча організація «НУР»).
У 2008 році Ніяра вийшла заміж за Мамутова Мамета Енверовича, директора ЗОГО «Віра», керівника ГО «Ана Юрт», імама Соборної мечеті «Віра» у м. Запоріжжя, імама ІКЦ «Буковина» у м. Чернівці. В них народилося 4 дітей: двійнята Аміра та Муніра, син Мансур і донька Аділє.
У 2014 році переїхала з сім'єю до Запоріжжя, після початку повномасштабного російського вторгнення евакуювалась до Чернівців.

## Громадська діяльність
З 2017 року очолює кримськотатарську громадську організацію, яка є інформаційним супротивом тимчасово окупаційній владі в Криму шляхом збереження та популяризації кримськотатарських традицій та культури в Україні. Також у 2017 року Ніяра стала членкинею комітету ГО «Ліга мусульманок України», а згодом і головою цієї організації (2020–2023 роки), де активно розвиває благодійну, просвітницьку, соціальну діяльність. Ніяра вважає, що допомогу потрібно надавати «незалежно від національності та віросповідання». 
ГО «Ліга мусульманок України» стала співзасновницею Конгресу мусульман України, на установчих зборах якого була присутня Ніяра Мамутова, голова Ліги мусульманок України[джерело?].
Заходи, в яких Ніяра Мамутова взяла участь:
- спільна з Центром національних культур ЗОУНБ презентація видання «Державні символи України мовами національних спільнот», зокрема Ніяра переклала перший куплет Гімну України на кримськотатарську мову[6];
- онлайн-зустріч, організована Центром національних культур «Сузір’я» м. Запоріжжя на тему «Українська – мова перемоги» і «Рідна мова – джерело життєдайної енергії», де наголосила, що якщо народ втрачає рідну мову, то втрачає разом із нею «все вічне та мудре, що живе в ньому»[джерело?];
- круглий стіл «Національно-культурні товариства: разом до перемоги» про підсумки 2022 року, організатором якого був Центр національних культур міста Запоріжжя[джерело?];
- лекції в ІКЦ «Буковина» на різні ісламські теми: «Особливості місяця Рамадан», його особливості та дії в поклонінні, які виконують мусульмани в цей священний місяць, заходи до дня арабської мови;
- інтерв’ю про «орьнек», кримськотатарську вишивку, що спільного та відмінного між українською та кримськотатарською вишиванками[7];
- захід, організований Гончаренко Центром Чернівці. education and culture, під час якого поділилася темою «Спогади: як відбувалась окупація АР Криму»[джерело?], розкрила тему «Культура й мистецтво кримських татар»[джерело?], а також взяла участь у діалозі про смисли та цінності ісламу[джерело?];
- захід, організований спільно з Проєктом «Спадщина» БЦКМ, під час якого виступила з темою «Вишиваний діалог: український і кримськотатарський голоси», розповіла про кримськотатарський головний убір фес, як він став символом супротиву окупаційній владі Криму[8], про спільні та відмінні орнаменти мови[9];
- спільний захід, організований Чернівецьким обласним краєзнавчим музеєм, під час якого розповіла про трагедію кримськотатарського народу[джерело?];
- на запрошення Erasmus students network Chernivtsi виступила з темою «Знайомство з кримськими татарами: депортація, окупація АР Крим 2014 року і утиск прав народу»[джерело?];
- прямий ефір на телеканалі ATR, під час якого говорила кримськотатарською мовою про «боротьбу зі стереотипами, збереження кримськотатарської культури, мови і релігії»[10];
- акція «Прапор побажань» біля Запорізької міської ради, присвячена 30-річчю відновлення діяльності Курултаю кримськотатарського народу і Дню кримськотатарського прапора з метою запуску кримськотатарського прапора розміром 6х9 м над тимчасово окупованим росією Кримом[11];
- заходи, спрямовані на підтримку ЗСУ: приготування їжі для тероборони, збір коштів для допомоги військовим у придбанні шкарпеток та натільної білизни та іншого[джерело?]; конкурси для дітей до дня батька, конкурс для дітей «Як я бачу День перемоги» і збір дитячих малюнків для захисників до свята Розговіння[12]; придбання для військових портативних зарядних пристроїв[13];
- виступила на «RADIO NA DOTYK» з важливою темою «Про Крим, окупацію, війну і надію»[14] і про навчальний посібник з історії Криму та кримськотатарського народу[15].

## Громадянська позиція
Ніяра Мамутова у суспільному просторі порушує важливі теми:
- знайомство з ісламом в Україні, висвітлення активної діяльності українських мусульманок для мусульман інших країн, інформування про те, «що релігія зміцнюється під час війни»[16];
- боротьба з ісламофобією шляхом кращого інформування про іслам[17]; проведення недільних зустрічей в ІКЦ «Буковина» про ісламських видатних діячів та моральне виховання про повагу до батьків[джерело?];
- інформування про носіння хіджабу, проведення уроків арабської мови в ІКЦ «Буковина»[18][19];
- подолання стереотипів про мусульманок та кримських татар і роль мусульманок у суспільному житті. Ніяра взяла участь в обговоренні й погодженні з ДЕСС напрямків співпраці українських вірянок мусульманського віросповідання та різних етнічних ідентичностей з метою подолання стереотипів та сприяння міжкультурному порозумінню[джерело?];
- знайомство з кримськотатарськими звичаями, традиціями, історією, пам’ятними датами: підготовка та проведення Рамадану[20]; відзначення пам’ятних дат в історії кримських татар та геноциду кримських татар у травні 1944 р., спричиненому СРСР; участь в ефірі телеканалу ATR рідною кримськотатарською мовою[21]; обговорення на суспільному радіо про українську мову та історію кримських татар[22], про історію кримськотатарського прапора[джерело?]; «В українців та кримських татар є спільна історія: вони пережили репресії і трагедії та навчилися чинити опір несправедливості», – розповіла Ніяра на «Суспільному Запоріжжя»[23]; «26 лютого 2014 року – день супротиву Криму», – пригадує Ніяра у своїх спогадах про день, який виявився шоком та нерозумінням що відбувається; про продовження супротиву суспільства АР Крим проти ідеологій росії на тимчасово окупованих територіях[24]; Ніяра розповідає на радіо Буковини через 10 років тимчасової окупації Криму про спогади, як його окуповували, про те, як важко зберегти культуру і традиції кримських татар під тиском окупантів[25]; Ніяра дала інтерв’ю для «Infopost» про збереження своєї мови та кримськотатарських традицій за межами Криму, де вона не тільки інтегрувалася, а і проводить активну волонтерську діяльність[26];
- волонтерство: була учасницею ряду акцій, спрямованих на надання допомоги людям, які її потребують[27].

## Нагороди
Верховна Рада України нагородила Ніяру Мамутову за заслуги перед українським народом, муфтій ДУМУ «Умма», Саїд Ісмагілов нагородив відзнакою за служіння ісламу і Україні у 2021 році. 